# アルバ王国

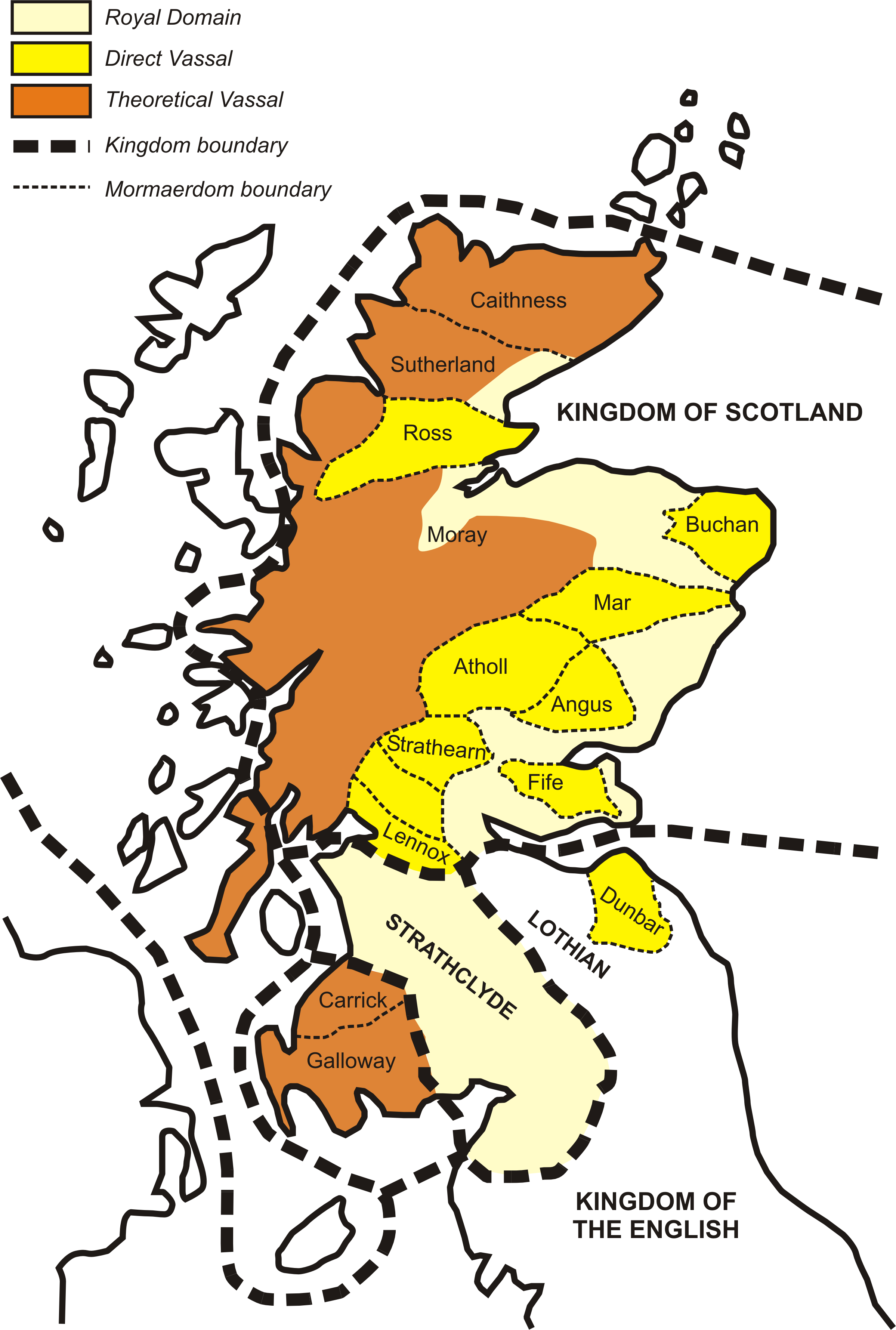
アルバ（アラパ）王国の版図。クリーム色が直轄地、黄色が封建家臣領

アルバ王国またはアラパ王国（現代ゲール語表記：Alba、古ゲール語表記：Albu）は、6世紀ごろピクト人によって現在のスコットランド北部に成立したといわれる、スコットランド王国成立の母体となった政権である。スコットランド・ゲール語では現在でも"Alba"がスコットランドを意味している。中世前期のスコットランドには、ウェールズからブリトン人が南西部に来住し、6世紀後半にはアングル人が東部ローランドに定着している。

## 歴史
9世紀にスコット人が先住のピクト人を統合してアルバ王国を建設したといわれている。すなわち、843年にダルリアダ国王であったケネス・マカルピンがケネス1世と称してアルバ王国と合併したと伝えられている。これについては、ケネス・マカルピンによってアルバ（アラパ）王国が征服されたともいわれるが定かでなく、婚姻によって統合されたとする説、アルバ（アラパ）王国がダルリアダ王国を征服して統一されたとする説などがあり、統一された見解は未だみられない。いずれにせよ両国は合併し、アルバ（アラパ）王国を名乗り、東岸地域のスクーンに首都がおかれた。
11世紀、ダンカン1世が4部族を統合して南のストラスクライド王国を組み込み、北部を除くスコットランド全域を影響下においた。このころからアルバ（アラパ）はスコーシア王国、やがてスコットランド王国と呼ばれるようになった。ダンカン1世よりマクベスを経て、マルカム3世が継承したのはケルト的な社会であった。キリスト教会もまた、ケルト的な教会方式を多分に踏襲していた。
北方のオークニー諸島、ケイスネス、サザランドは依然ヴァイキング系ノース人の勢力に支配されており、これをスコットランド王家が包含するのは15世紀のことになる。